# Tanjung Laut (Betung)
Tanjung Laut is een bestuurslaag in het regentschap Banyuasin van de provincie Zuid-Sumatra, Indonesië. Tanjung Laut telt 2135 inwoners (volkstelling 2010).